# ジョゼフ・カーマン
ジョゼフ・ウィルフレッド・カーマン（Joseph Wilfred Kerman 1924年4月3日 - 2014年3月17日）は、アメリカ合衆国の評論家、音楽学者。同時代を牽引する音楽学者であり、1985年の著作『Contemplating Music: Challenges to Musicology』は、『ニューグローヴ世界音楽大事典』の中でフィリップ・ブレットから「この分野を定義づける瞬間」と評されている。カリフォルニア大学バークレー校では音楽学の名誉教授を務めていた。

## 生涯とキャリア
アメリカ人のジャーナリスト、ウィリアム・ズーカーマンの息子としてロンドンに生まれ、同市のユニバーシティ・カレッジ・スクールで学んだ。続いてニューヨーク大学で1943年に学士号を取得、1950年にはプリンストン大学で博士号を取得した。プリンストン大学ではオリヴァー・ストランク、ランドル・トンプソン、カール・ウェインリッチに師事し、博士論文の主題にはエリザベス1世の時代のマドリガルを選んだ。若い頃にはカーマンという名前を筆名として用いていたが、後に公的にもこの名前を用いることにしている。1949年から1951年にかけては、プリンストンのウェストミンスター・クワイア・カレッジで指導を行った。その後、カリフォルニア大学バークレー校の教員となり、1960年に常勤教授、1960年から1963年には音楽学部の学部長を務めた。1971年にオックスフォード大学のヘザー・プロフェッサー・オブ・ミュージックに任用され、1974年までこの地位にとどまった。同年にバークレー校に戻ると1991年からは再び音楽学部の学部長となり、1994年に退官するまでこの職務を全うした。
処女作の『Opera as Drama』（1956年）は、1948年から学術誌『The Hudson Review』に寄稿していたエッセイシリーズを基にしたものだった。複数の言語に翻訳されて版を重ねた『Opera as Drama』では、オペラの筋書きが鍵となることで、リブレット作者のテクスト（物語を表現）と作曲家の音楽（話の中での感情を表現）の両方が形作られる基礎となる、というカーマンの見方が示されている。テクストと音楽の間に断絶が認められる時、カーマンにとって劇としてのオペラの価値は疵付けられるのであった。著書の中でカーマンが論じたオペラのひとつにプッチーニの『トスカ』があるが、彼はこの作品を「みすぼらしい小さな煽情劇」と評して議論を起こした。カーマンの評は、ジョージ・バーナード・ショーがかつてこのオペラの原作であるヴィクトリアン・サルドゥの『ラ・トスカ』を「安っぽい煽情劇の頭の空っぽなカブのお化け」と呼んだことを受けての表現であった。
エリザベス朝のマドリガルを扱った博士論文は1962年に発表されており、その内容は先行するイタリアのマドリガーレの伝統の文脈でイギリスのマドリガルを解釈するという特筆すべきものだった。カーマンはそのキャリアを通じてイギリスのマドリガル作曲家であったウィリアム・バードへの関心を持ち続け、彼の作品について有力なモノグラフを複数執筆している。またドナルド・フランシス・トーヴィーの方法に倣って書かれたベートーヴェンの弦楽四重奏曲に関する著書は、広く人気を博した。妻のヴィヴィアン・カーマンと共同で幅広く用いられている教科書『Listen』を書いており、1972年に初版が出されて第7版ではゲイリー・トムリンソンが共著に加わっている。1985年には自身の来歴と伝統的音楽学への批評をまとめた『Contemplating Music: Challenges to Musicology』を上梓した。ここでは音楽理論家、音楽学者と彼らの過度に実証主義的な方法論が知的な孤立に陥っていることにより、厳格な音楽批評の発展が阻害されたと論じられている。『ニューグローヴ世界音楽大事典』で「この分野を定義づける瞬間」と評されたこの本は、フェミニスト理論、解釈学、クィア研究、ポスト構造主義と対決することを厭わない新音楽学の形成を手引きしたと称賛されている。
1997年から1998年の間にはハーバード大学でチャールズ・エリオット・ノートン記念職に就いた。この立場でカーマンは公開講座シリーズを催し、文芸研究で用いられるのと同じように、「クロース・リーディング」を通じて音楽のテクストや演奏へ取り組むことの重要性を説いた。この主題は彼自身の多くの著書で中心を占めているものであった。このノートン職での講義は1998年に『Concerto Conversations』と題され出版されている。カーマンは1977年以降『ニューヨーク・レビュー・オブ・ブックス』に定期的に執筆を行っていたほか、学術誌『19th-Century Music』創刊時の編集者であった。カーマンが1950年代終盤から1990年代初頭にかけて著した批評的論評は、1994年の自著『Write All These Down』にまとめられている。この書籍の題名はウィリアム・バードの歌曲の一節から採られたものである。

## 受賞歴
1972年に王立音楽アカデミーの名誉フェロー、1973年にアメリカ芸術科学アカデミーのフェロー、2001年にアメリカ哲学協会のフェローに選任されている。1981年と1995年には音楽を主題とする優れた執筆活動に対し米国作曲家作詞家出版者協会からディームズ・テイラー賞を贈られており、1970年と1981年には傑出した音楽学の学識的業績に対してアメリカ音楽学会からオットー・キンケルデイ賞を授与されている。

## 死と死亡記事
カーマンは2014年3月17日にバークレーの自宅で死去した。89歳だった。
死後数日に出された死亡記事群に加え、かつて音楽学の分野で仕事仲間であった2人、ロジャー・パーカーとキャロリン・アバーテがイギリスの雑誌『オペラ』に記した死亡記事の中に、カーマンと仕事をしたことに関する追加のコメントを寄せている。その中で、彼らは「通常の死亡記事の表現は役に立たない」と結論し、こう続けている。
私たちは編集者としてのジョーの非常に生き生きとした記憶を共有しています。その思い出は不思議と波打った線の形をしていますが、それが何かというと我々が恐る恐る差し出す、そこここの段落の切れ目に彼が書き入れることを常としていた線なのです。この感情を表に出さない線描には、彼が言いたいことの全てが込められていました: 考え直しなさい、書き直しなさい、リズム、すなわち言葉のカデンツに注意しなさい。彼は多くを語らずに意思疎通を行うことが出来る人物でしたが、それは彼が物書きとしての才能のひとつとして「彼の」散文の持つ説得力、力、美しさによって相手を鼓舞することができたからです。承認の合図である小さなチェックマーク - ほとんど与えられることはありませんでしたが - があれば命を繋ぐことが出来るし、波線だった場合には夜になっても寝られないようなことになるのでした。
続けて、彼は何年にもわたるカーマンとの専門家としての関係に触れている。
ジョーは我々2人とものオペラに関する最初の小論を、自らが創刊に助力した学術誌『19th-Century Music』で発表してくれました。彼はひとりに最初のアカデミアの仕事を与え、もうひとりをバークレーでの客員講師に誘ってくれました。彼は私たちの最初の共著の編集をしてくれました。我々は彼の補佐に務めました。いつも忍耐強く、いつも笑顔で - 時に1文1文で、彼は私たちを作り上げてくれたのです。

## 主要著作
- 『Opera as Drama』 （1952年）
- 『The Elizabethan Madrigal』 （1962年）
- 『The Beethoven Quartets』 （1967年）
- 『The Kafka Sketchbook』 （1970年）
- 『The Masses and Motets of William Byrd』 （1980年）
- 『The New Grove Beethoven』 （1983年） （アラン・タイソンと共著）
- 『Contemplating Music: Challenges to Musicology』 （1985年） （イギリス版タイトルは『Musicology』）
- 『Write All These Down: Essays on Music』 （1994年）
- 『Concerto Conversations』 （1998年）
- 『The Art of Fugue: Bach Fugues for Keyboard, 1715-1750』 （2005年）
- 『Opera and the Morbidity of Music』 （2008年）